# Souimanga siparaja
Aethopyga siparaja
Espèce
Statut de conservation UICN

 LC  : Préoccupation mineure
Le Souimanga siparaja (Aethopyga siparaja) est une espèce de passereaux appartenant à la famille des Nectariniidae.

## Taxinomie
À la suite des travaux phylogéniques de Hosner et al. (2013), le Congrès ornithologique international, dans sa classification de référence version 3.5 (2013) sépare la sous-espèce Aethopyga siparaja magnifica Sharpe 1876 et lui attribue le statut d'espèce à part entière : Aethopyga magnifica.

## Répartition et sous-espèces
Selon la classification de référence du Congrès ornithologique international (15.1, 2025) il se répartit en 14 sous-espèces (ordre phylogénique) :
- A. s. seheriae (Tickell, 1833) — Himalaya ;
- A. s. labecula (Horsfield, 1840) — nord-est de l'Asie du Sud et nord de l'Indochine ;
- A. s. owstoni Rothschild, 1910 — sud-est de la Chine ;
- A. s. tonkinensis Hartert, 1917 — Yunnan et nord du Viêt Nam ;
- A. s. mangini Delacour & Jabouille, 1924 — Laos, Cambodge et Viêt Nam ;
- A. s. insularis Delacour & Jabouille 1928 — Phu Quoc ;
- A. s. cara Hume, 1874 — sud de la Birmanie et nord de la Thaïlande ;
- A. s. trangensis Meyer de Schauensee, 1946 — isthme de Kra
- A. s. siparaja (Raffles, 1822) — péninsule Malaise, Sumatra et Bornéo ;
- A. s. nicobarica Hume, 1873 — îles Nicobar ;
- A. s. heliogona Oberholser, 1923 — Java ;
- A. s. natunae Chasen, 1935 — îles Natuna ;
- A. s. flavostriata (Wallace, 1865) — nord des Célèbes ;
- A. s. beccarii Salvadori, 1875  — Célèbes.

## Galerie

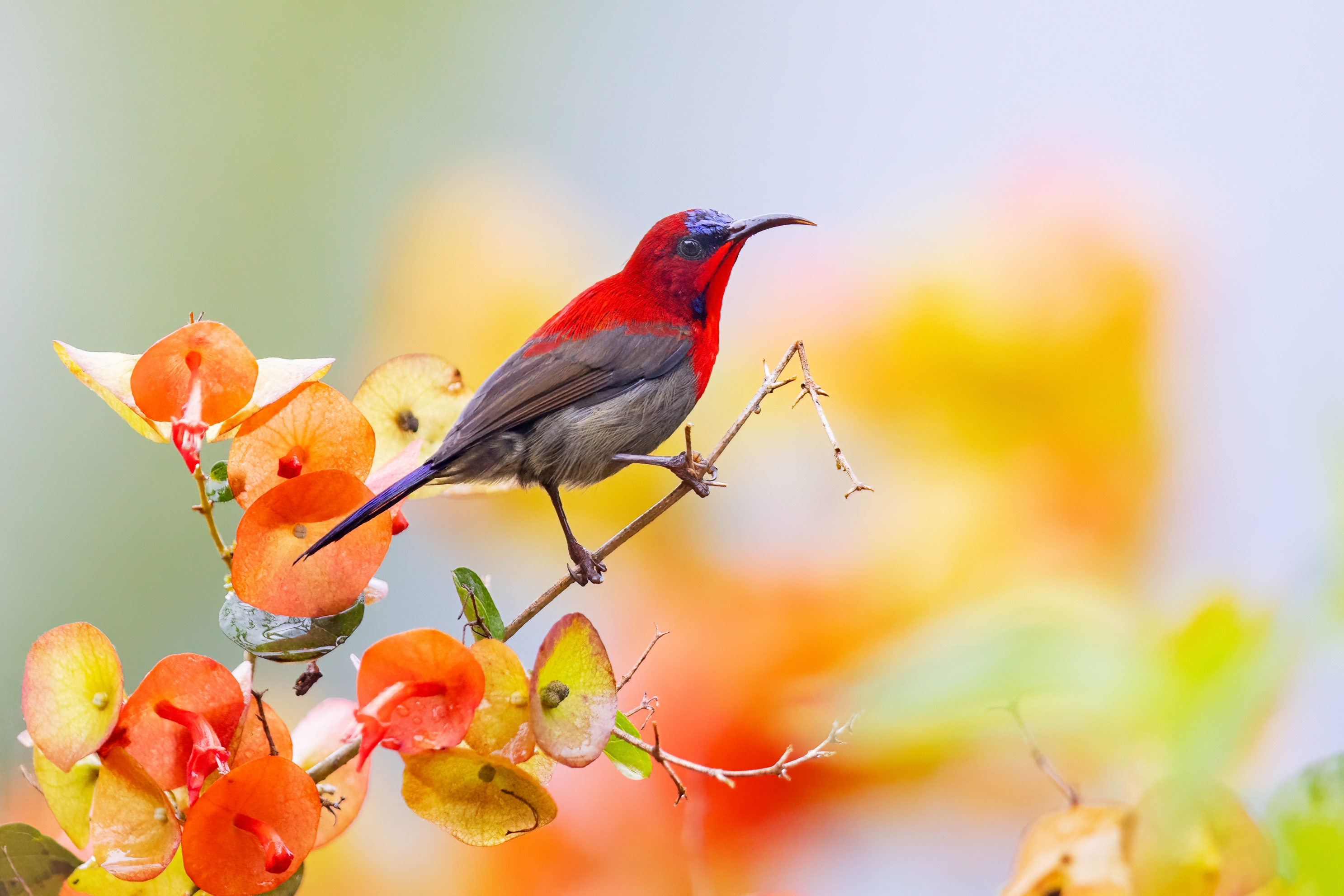
♂
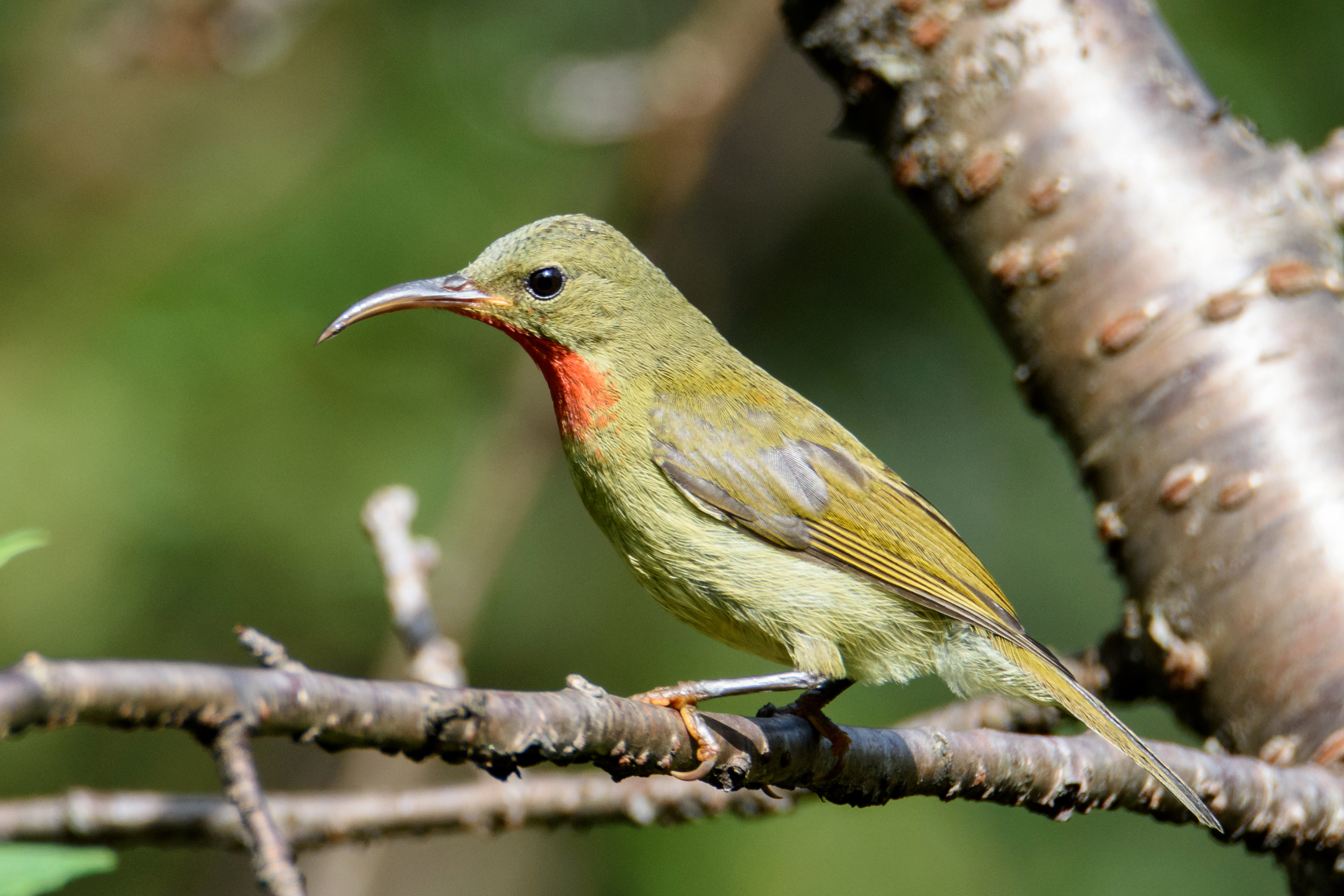
♀
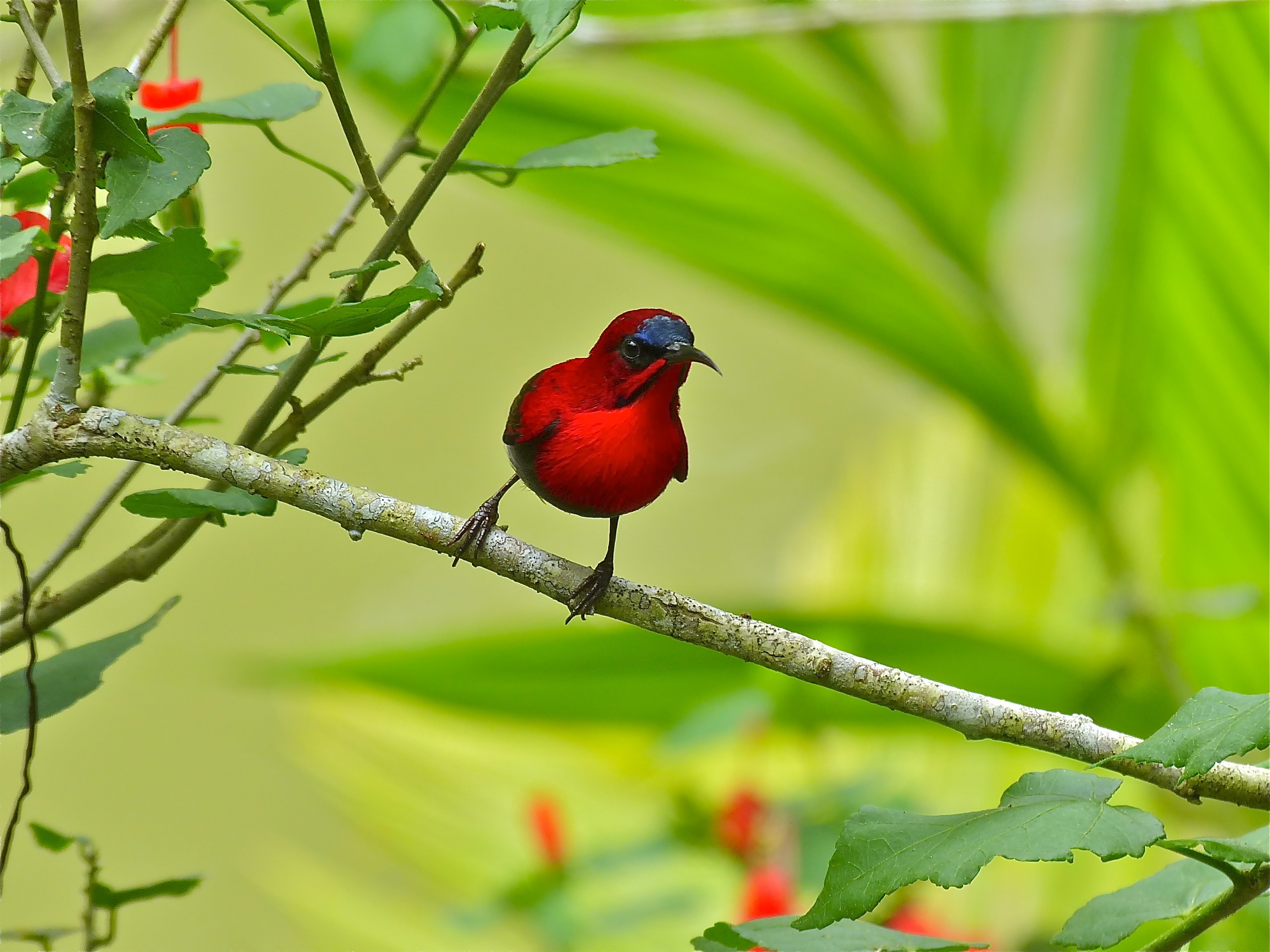
♂ (Sabah, Malaisie)
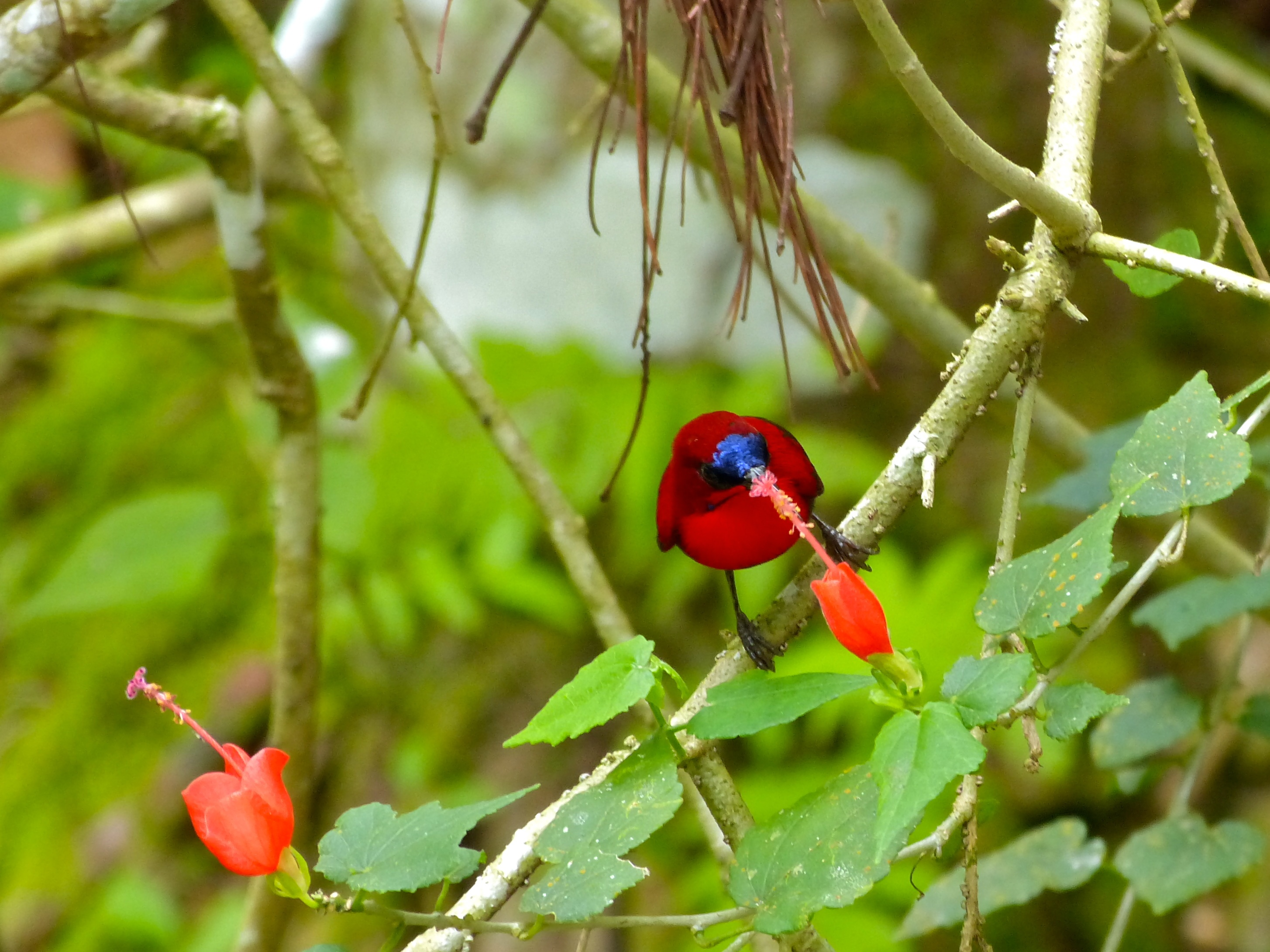
♂ (Sabah, Malaisie)